# Mathildedal

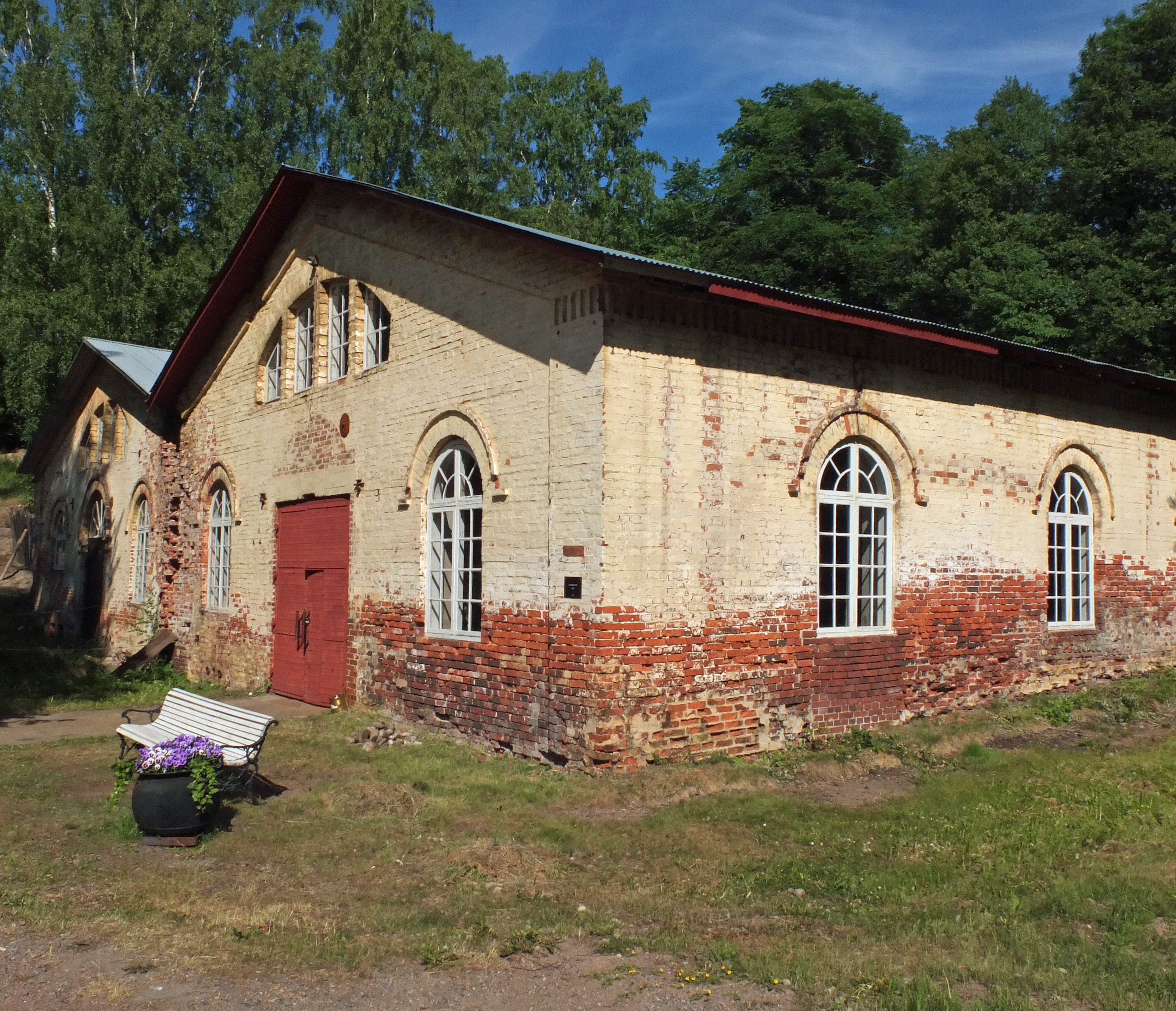
Gammalt valsverk i Mathildedal.

Mathildedal är ett tidigare järnbruk i Bjärnå vid Halikkoviken. 
Lorentz Creutz den yngre erhöll 1686 privilegium på ett stångjärnsverk på platsen, som då hette Hummeldal, men tillståndet torde aldrig ha utnyttjats på grund av bristande tillgång på vattenkraft. Bergsrådet Viktor Zebor Bremer anlade 1852 ett puddelverk där och ett valsverk 1857; anläggningarna kallade han Mathildedal efter sin andra hustru. Bruket övertogs 1879 av ett aktiebolag, som anlade gjuteri, mekanisk verkstad och snickeri samt inledde tillverkning av lantbruksmaskiner, vilken fortsattes fram till 1968. Järnverket slopades 1906. Mathildedal och Tykö bruk hade från 1916 gemensamma ägare. 
Under 1980- och 1990-talet utvecklades Mathildedal till ett fritids- och turistcentrum. Det är en del av Meri-Teijos fritidscentrum, som årligen besöks av omkringa 100 000 turister. Den gamla bruksmiljön och platsens kulturhistoria utnyttjas i marknadsföringen och på orten finns bland annat golfbana, gästhamn, konferenslokaler och restauranger. De gamla husen i bruksbyn har restaurerats och är idag semesterbostäder. Sex av brukets gamla fabriksbyggnader står ännu kvar, och 2003 fick de en ny ägare, som har börjat restaurera byggnaderna; målet är att Mathildedal åter ska bli ett levande samhälle, som ett centrum för olika hantverkare. I Mathildedal bor idag omkring 70 invånare året om.